# 道拉坦达
道拉坦达（Dhaura Tanda），是印度北方邦Bareilly县的一个城镇。总人口20494（2001年）。

## 人口
该地2001年总人口20494人，其中男性10737人，女性9757人；0—6岁人口4052人，其中男2141人，女1911人；识字率47.03%，其中男性为54.56%，女性为38.75%。